# 近太湖新银鱼
近太湖新银鱼（学名：Neosalanx pseudotaihuensis）为輻鰭魚綱胡瓜魚目银鱼科新银鱼属的鱼类，為溫帶淡水魚，在中国，分布于太湖等，體長可達7.8公分，棲息在底中層水域，生活習性不明，可做為食用魚。该物种的模式产地在太湖。